# Comuna Karla Marksa, Berdeansk
Karla Marksa (în ucraineană Карла Маркса) este o comună în raionul Berdeansk, regiunea Zaporijjea, Ucraina, formată din satele Hlodove, Kalaitanivka și Karla Marksa (reședința).

## Demografie
Componența lingvistică a comunei Karla Marksa
     Ucraineană (92,06%)
     Rusă (7,23%)
     Alte limbi (0,16%)
Conform recensământului din 2001, majoritatea populației comunei Karla Marksa era vorbitoare de ucraineană (92,06%), existând în minoritate și vorbitori de rusă (7,23%).